# Antigua Escuela de Economía
Antigua Escuela de Economía es el nombre de un edificio ubicado en la calle de República de Cuba número 92 en el Centro Histórico de la Ciudad de México. Fue adquirido el 25 de agosto de 1988 por la Asociación de Exalumnos de la Facultad de Economía (AEFE) y el Patronato Universitario que posteriormente lo donaron a la Universidad Nacional Autónoma de México. Este edificio, junto al Palacio de Bellas Artes, la Antigua Secretaría de Comunicaciones y el Palacio Postal, forma parte de los llamados palacios porfirianos.[cita requerida]

## Historia
Comenzó a construirse en 1904, con un diseño neorrenacentista  del arquitecto Manuel Gorozpe para ser la lujosa casa-palacio del fundador del Banco Mercantil de México, Rafael Ortiz de la Huerta Flores, que la habitó hasta 1925. Por eso era conocida en la época como Casa Ortiz de la Huerta. Luego fue habitada por miembros de su familia de 1925 a 1938. Fue alquilado a la UNAM, que de 1938 a 1954 estableció en él la Escuela Nacional de Economía, primera sede oficial de esta institución. Hasta1988 el edificio alojó a distintas instituciones educativas.